# Темрезов, Науруз Срапилевич
Науруз Срапилевич Темрезов (карач.-балк. Темирезланы Срапилни джашы Науруз; род. 6 января 1981, Карачаевск, Ставропольский край) — российский и азербайджанский борец вольного стиля, заслуженный мастер спорта (вольная борьба), участник Олимпийских игр в Пекине, трёхкратный обладатель Кубка мира, трёхкратный призёр Чемпионата Европы. Является послом ГТО по Карачаево-Черкесской Республике.

## Биография
Родился в городе Карачаевске (Карачаево-Черкесия). В 1998 году окончил среднюю школу № 1 на серебряную медаль. Имеет несколько высших образовании. Науруз Темрезов является заслуженным мастером спорта, трёхкратным призёром чемпионата Европы, а также трёхкратным обладателем Кубка Мира.
Участник Олимпийских игр 2008 года в Пекине.
Помимо Науруза в семье есть ещё два сына — Курман и Тохтар. Оба мастера спорта международного класса. Отец занимался национальной борьбой. Науруз принимал участие в Эстафете олимпийского огня «Сочи 2014».

## Спортивные достижения
- Победитель первенства России среди юношей 1993 (Тверь)
- Победитель Первенства России среди юношей 1995 (Пермь)
- Победитель Первенства России среди юношей 1997 (Константиновск)
- Победитель Всероссийского турнира памяти М.М Абрекова 2000 (Черкесск)
- Чемпион Ярыгинского турнира среди молодёжи 2001 (Кисловодск)
- Чемпион Мира среди малых народов 2002 (Мальта)
- Обладатель Кубка России 2004 (Самара)
- Бронзовый призёр Чемпионата России 2005 (Краснодар)
- Призёр Чемпионата Европы 2005 (Варна)
- Призёр Чемпионата Европы 2008 (Тампере,Финляндия)
- Призёр Чемпионата Европы 2009 (Вильнюс)
- Чемпион Международного турнира серии Гран- при «Иван Ярыгин» 2005 (Красноярск)
- Победитель Международного турнира серии Гран-при 2005 (Скопье, Северная Македония)
- Победитель Международного турнира серии Гран-при Степан Саркисян 2005 (Ереван)
- Победитель Международного турнира серии Гран-при 2005 (Гавана, Куба)
- Победитель Международного турнира серии Гран-При 2005 (Италия)
- Победитель Международного турнира серии Гран-при «Испании» 2006 (Мадрид)
- Победитель Международного турнира серии Гран-При 2006 (Женева, Швейцария)
- Победитель Международного турнира серии Гран-при Степан Саркисян 2006 (Ереван)
- Победитель Международного турнира серии Гран-при 2007 (Польша)
- Победитель Международного турнира серии Гран-при памяти Али Алиева 2007 (Махачкала)
- Победитель Международного турнира серии Гран-При 2007 (Лейпциг, Германия)
- Победитель Международного турнира серии Гран-При 2008 (Ницца, Франция)
- Победитель Международного турнира серии Гран-При 2008 (Базель, Швейцария)
- Победитель Международного турнира серии Гран-При 2008 (Рим, Италия)
- Участник Олимпийских игр 2008 (Пекин, Китай)
- Победитель Международного турнира Яшар Догу 2009 (Турция)
- Победитель Международного турнира серии Гран-При 2009 (Берлин, Германия)
- Обладатель Кубка Мира 2009 (Иран)
- Обладатель Кубка Мира 2010 (Москва)
- Обладатель Кубка Мира 2011 (Махачкала)
- Победитель Международного турнира финал Голден Гран-при памяти Гейдара Алиева 2010 (Баку)
- Призёр Межконтинентального Кубка Мира 2011 (Хасавюрт)
- Призёр Кубка Мира 2012 в весовой категории 96кг (Баку)

## Награды

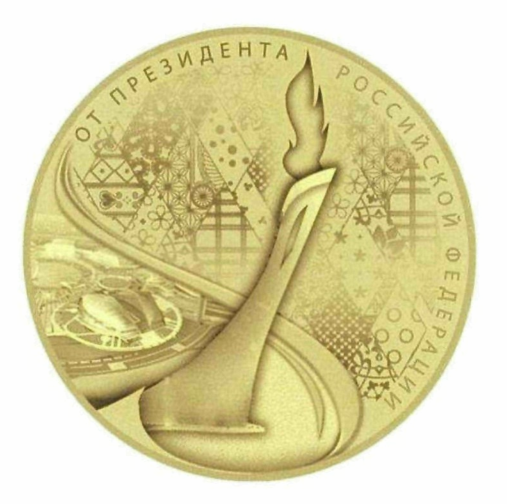
От Президента Российской Федерации В.В Путина

- Медаль «В ознаменование 15-летия победы в Отечественной войне народа Южной Осетии» (24 августа 2024 года, Южная Осетия) — за вклад в развитие сотрудничества между Республикой Южная Осетия и Карачаево-Черкесской Республикой и в связи с празднованием Дня признания независимости Республики Южная Осетия[1]
- Награждён нагрудным знаком «Отличник Погранслужбы» II степени
- Орден «За вклад в развитие Кавказа» III степени
- Орден «За заслуги перед Уммой» II степени Координационного центра мусульман Северного Кавказа.
- Почётная грамота Президиума Народного Собрания (Парламента) Карачаево-Черкесской Республики (2009)
- Почётная грамота Президиума Народного Собрания (Парламента) Карачаево-Черкесской Республики (2013)
- Почётная грамота Правительства Карачаево-Черкесской Республики (2002)
- Почётная грамота Правительства Карачаево-Черкесской Республики (2009)
- Награждён грамотой и медалью Президента Российской Федерации В.В Путина «За значительный вклад в подготовку и проведение XXII Олимпийских зимних игр и XI Паралимпийских зимних игр 2014 года в г. Сочи
- Заслуженный работник физической культуры Карачаево-Черкесской Республики

## Комментарии
1. ↑  Посол ГТО — статус, присваиваемый Министерством спорта РФ известным деятелям спорта и культуры.